# Small-angle neutron scattering
Small-angle neutron scattering (meestal afgekort tot SANS) ofwel neutronenverstrooiing onder kleine hoeken is de techniek die nauw verwant is aan small-angle X-ray scattering (een vorm van röntgendiffractie), maar maakt gebruik van neutronen in plaats van fotonen in het röntgenbereik.